# Nils Christer von Baumgarten
Nils Christer von Baumgarten, före adlandet Baumgart, född 1674 i Kalmar, död 1727 i Stockholm, var en svensk militär.
Nils Christer von Baumgarten var son till köpmannen och rådmannen Hans Baumgart och Märta Rodde. Han kom i tjänst vid Henrik Horns regemente 1687, blev musketerare vid Vellingkska regementet i Stade samma år, korpral där 1689, korpral vid Bremiska regementet till häst 1690, korpral vid Nils Bielkes regemente i Stettin 1692, kadett vid Sparres regemente i Braband samma år. von Baumgarten blev sergeant vid holländska blå gardet 1694 och skall under sin utländska tjänst ha deltagit i fyra fälttåg. Han blev drabant i svensk tjänst 1698, kornett vid Östgöta kavalleriregemente 1699, livdrabant 1700, vice korpral vid livdrabantkåren 1708 och adlades 1709 (introduktionen skedde 1719). von Baumgarten blev korpal vid livdrabantkåren 1714, och interimsöverstelöjtnant vid Västgöta kavalleriregemente 1716. 1717–1721 var han tillförordnad överste och chef för adelsfanan. von Baumgarten deltog under Karl XII:s alla fälttåg och i slaget vid Narva, övergången av Düna, slaget vid Kliszów, slaget vid Holowczyn, slaget vid Poltava, kalabaliken i Bender och fälttåget mot Norge 1718. Han fick flera gånger hästen skjuten under sig och blev själv svårt sårad. Efter Karl XII:s död och krigsslutet lämnade han officersbanan.
Han är begraven i Storkyrkan i Stockholm.